# Rue de Verdun (Suresnes)
Pour les articles homonymes, voir Rue de Verdun et Verdun (homonymie).
La rue de Verdun est une voie publique de la commune de Suresnes et en partie de Puteaux, dans le département français des Hauts-de-Seine.

## Situation et accès

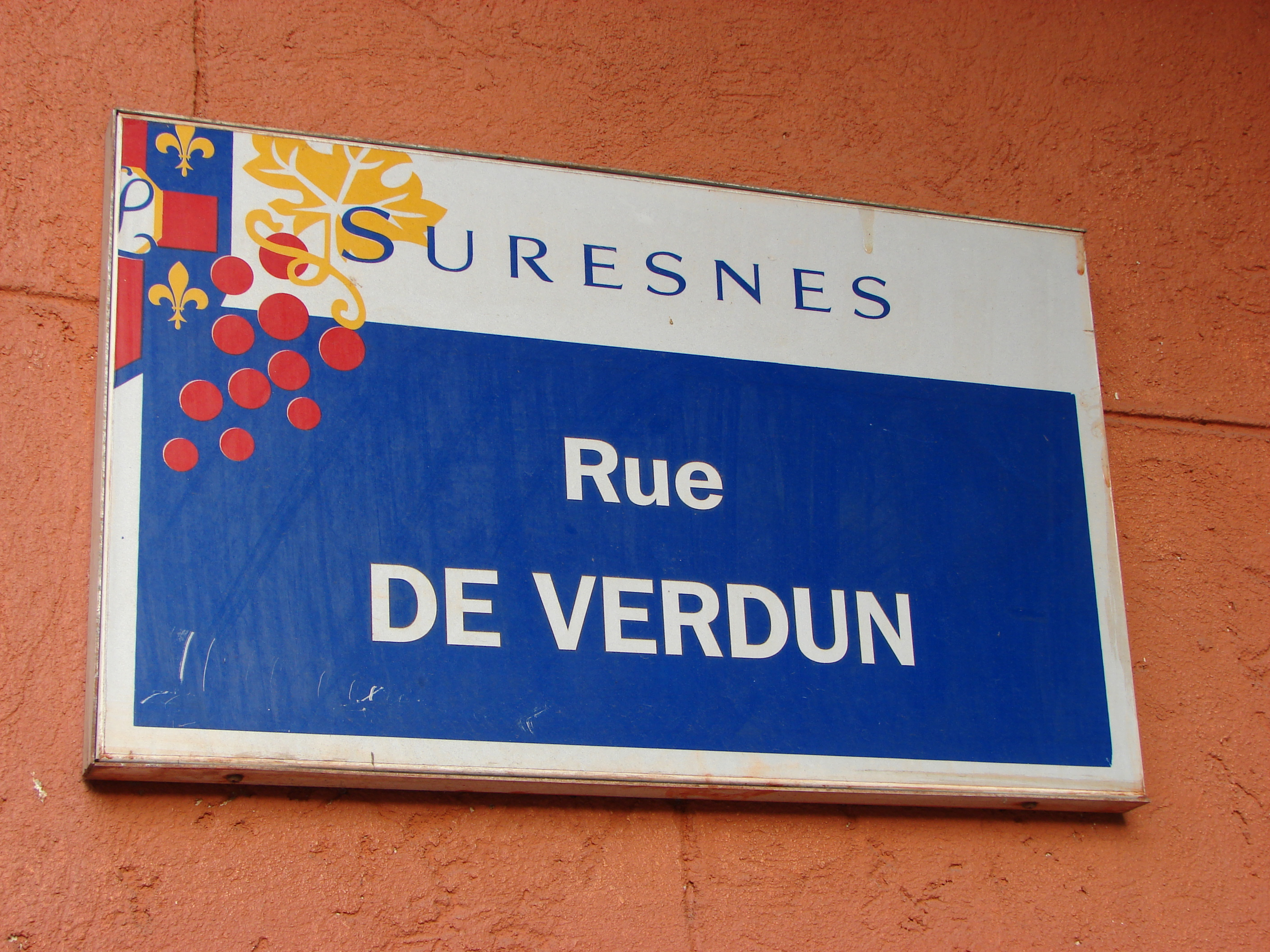
Plaque.

À partir du carrefour de la rue du Ratrait et de l'avenue Georges-Pompidou, cette rue marque la limite entre Suresnes et Puteaux, au sud.

## Origine du nom
Orientée sur un axe nord-sud, il s'agit de l'une des plus anciennes voies de Suresnes (pour sa partie la plus méridionale). Elle porte le nom de « rue de Neuilly » car elle suivait la route conduisant, au nord-est, vers Neuilly-sur-Seine, en passant par Puteaux. Durant la Première Guerre mondiale, en 1916, dans un fort contexte patriotique, elle est renommée pour rendre hommage à la bataille de Verdun. Côté Puteaux, dont le prolongement de la rue suresnoise porte également le nom de « rue de Verdun », le renommage a lieu en 1954.

## Historique
Au XVIIe siècle sont érigées autour du petit village de Suresnes plusieurs propriétés d'aristocrates et bourgeois parisiens, qui en font des lieux de villégiature. Au numéro 24 de la rue de Neuilly se trouvait par exemple l'hôtel particulier d'Étienne de Sain, procureur au Parlement. Il était alors près de la porte nord du bourg. Il est détruit après la Seconde Guerre mondiale pour laisser place à des immeubles modernes (la Cité de l'Europe).
En 1790, elle est la première rue pavée de la ville, grâce au maire Martin-François Bougault.
En 1827, dans le contexte de la première révolution industrielle, M. Byerley, un Parisien, demande l'autorisation d’installer une fabrique d'acier au numéro 26, sur un terrain qui deviendra plus tard une usines de cycles puis d'automobiles. Malgré les protestations du voisinage, il obtient l’autorisation l'année suivante mais ferme pour raisons financières en 1829. L'industrie de la parfumerie marque aussi l'histoire de la ville : à la même époque, Lejeune fabrique dans cette rue des parfums destinés à l'export. En 1910, à une période où Suresnes se couvre d'usines, Saurer installe la sienne au no 67, qui fabrique des poids lourds et des autobus.
À la fin du XIXe siècle, une brigade de gendarmerie est installée à Suresnes, dans un bâtiment construit en 1898 rue de Neuilly, non loin de l'actuelle église. Il s'agit alors de décongestionner la brigade de Puteaux, qui est trop occupée par son travail dans le bois de Boulogne. Elle n'existe plus de nos jours.
En 1905, la loi de séparation de l'Église et de l'État entraîne le départ de la congrégation enseignante de sœurs qui dirigeait une école de filles au numéro 15 ; un dispensaire médical y est installé dans la seconde partie de la décennie. À la même époque disparaît également un vieil établissement d'enseignement réputé, situé au no 24 de la rue.
En 1910, Suresnes est touchée par la crue de la Seine, le fleuve envahissant les quais et les bas quartiers, jusqu'à la place Eugène-Sue au sud, près de la rue de Verdun au nord et avant la rue des Bourets au centre.
Au début de la Seconde Guerre mondiale, le 3 juin 1940, plusieurs bombes tombent sur Suresnes, dont deux rue de Verdun. Le 24 juin, à 9 h 30, la première présence allemande se manifeste par un side-car arrivant par la rue du Bac. Les pavillons entourant le fort sont occupés, ainsi que la Radiotechnique située rue de Verdun. Avec l'Occupation allemande, plusieurs unités militaires s'installent à Suresnes ; les chevaux sont par exemple logés rue de Verdun, dans les écuries de l'entreprise Watelet.
Dans la seconde partie du XXe siècle, les usines de Suresnes disparaissent, peu à peu remplacées jusqu'au début XXIe siècle par des sièges de grandes entreprises ou des lotissements immobiliers. L'entreprise Philips a par exemple ses bureaux 33 rue de Verdun.

## Bâtiments remarquables et lieux de mémoire
- No 22 : ancien site du cinéma « Magic Ciné »[13].
- No 23 : église du Cœur-Immaculé-de-Marie, à l'angle de la rue Honoré-d'Estienne-d'Orves. Elle est édifiée par l'architecte Édouard Bérard en 1907-1908, pour remplacer l'ancienne église Saint-Leufroy. Le terrain appartenait auparavant auparavant aux sœurs de la Providence de Portieux, qui en avaient été expulsées[14].
- No 22 : école maternelle Saint-Exupéry.

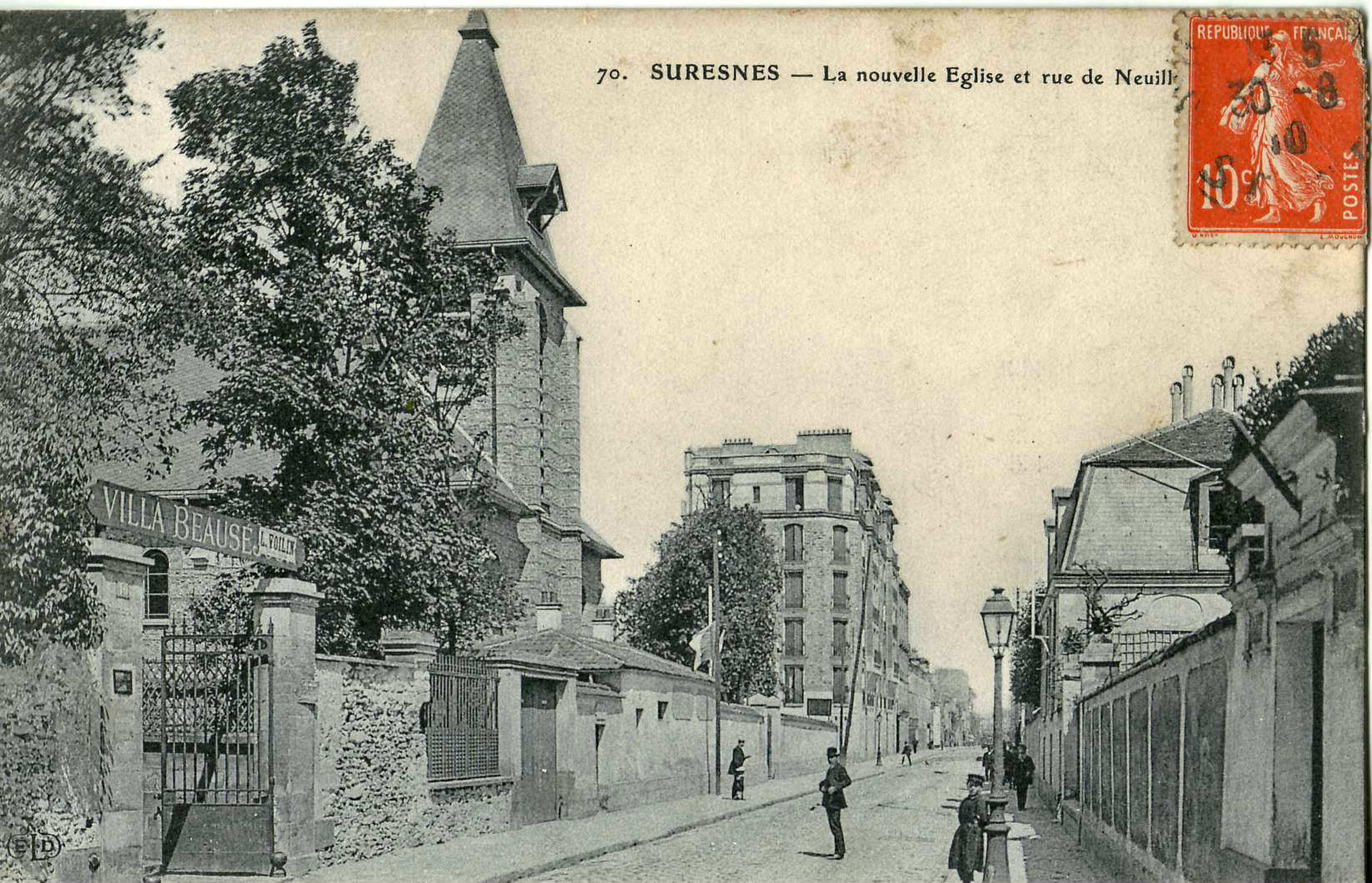
L'église et la rue sur une photo ancienne.
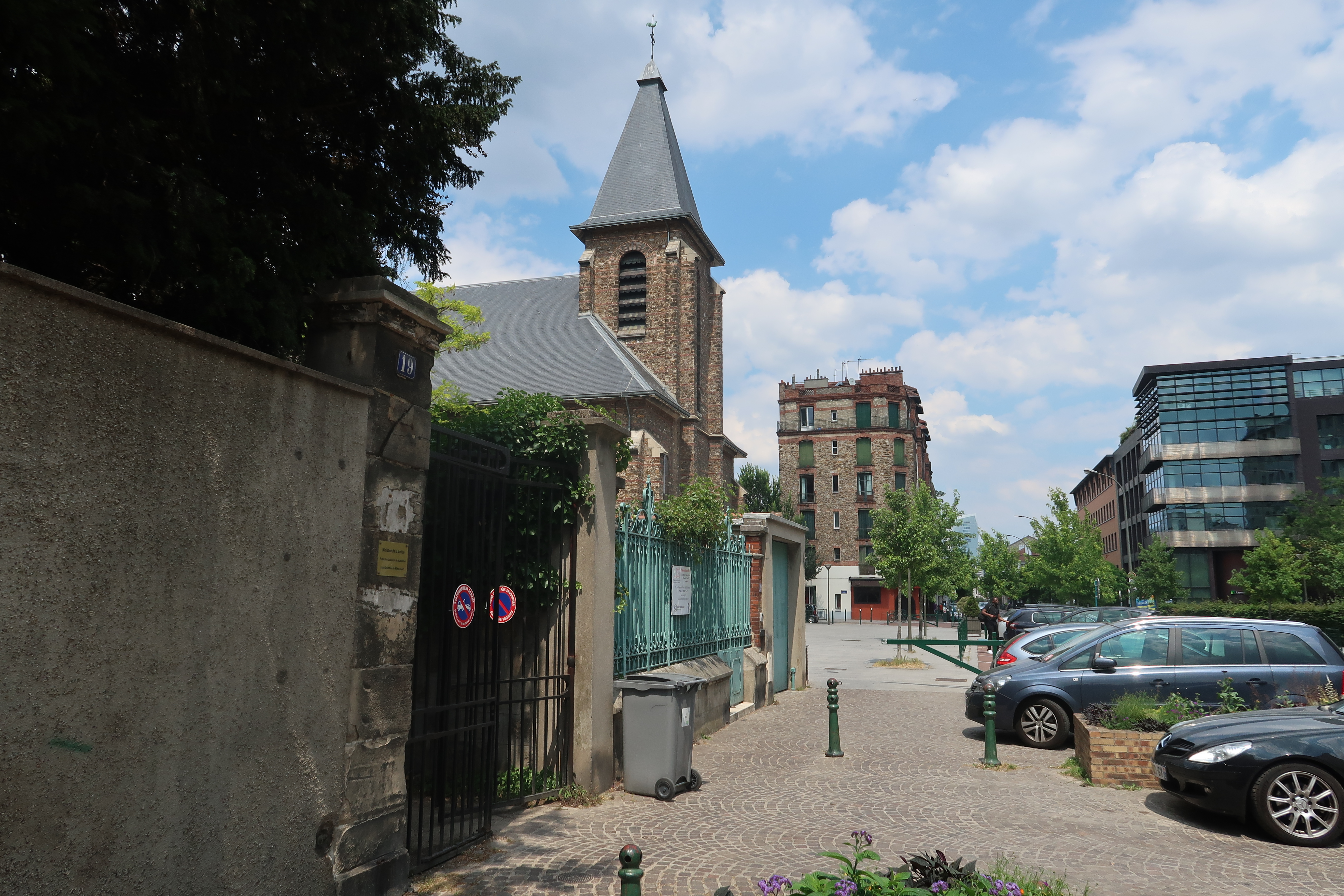
Même vue, de nos jours.